# Wolf Renz-Herzog
Wolf Renz-Herzog (Praag, 26 december 1924 – Buchloe, 26 februari 2014) was een Duits componist, muziekpedagoog en dirigent. Voor bepaalde werken gebruikte hij het pseudoniem Wolfgang Tichy.

## Levensloop
Renz-Herzog studeerde aan het Státní konservatori hudby v Praze te Praag bij onder andere Finke en Keilberth. Na het einde van de Tweede Wereldoorlog werkte hij aanvankelijk als orkestleider in Amerikaanse clubs en restaurants. In 1948 werd hij directeur van het Harz Theater in Bad Lauterberg im Harz. In 1950 werd hij assistent van Carl Froelich in Berlijn. Sinds 1973 is hij docent aan het Richard-Strauss-Konservatorium in München. 
Van 1984 tot 1988 was hij Verbandsdirigent van het harmonieorkest van de Musikbund von Ober- und Niederbayern e.V.. 
Als componist zijn vooral zijn werken voor harmonieorkest bekend. Wolf Renz-Herzog overleed in 2014 op 89-jarige leeftijd.

## Composities

### Werken voor harmonieorkest
- 1975 "'s kommt ein Vogel geflogen", metamorfoses van een lied - voor harmonieorkest
- 1976 Türkische Skizzen, rapsodie voor harmonieorkest
- 1977 Rondo maestoso